# Apocynoideae
Le Apocynoideae Burnett, 1835 sono una sottofamiglia di piante della famiglia Apocynaceae.
Si tratta di piante lattiginose presenti soprattutto negli ambienti tropicali e subtropicali. Diverse specie sono d'interesse farmacologico.

## Tassonomia
La sottofamiglia Apocynoideae comprende 82 generi, raggruppati in 9 tribù e 17 sottotribù:
- Tribù Wrightieae G. Don, 1837
  - Pleioceras Baill., 1888
  - Stephanostema K. Schum., 1904
  - Wrightia R. Br., 1810
- Tribù Nerieae Baill., 1889
  - Sottotribù Neriinae Benth. & Hook.f., 1876
    - Adenium Roem. & Schult., 1819
    - Nerium L., 1753

  - Sottotribù Alafiinae Pichon ex Leeuwenb., 1994
    - Alafia Thouars, 1806
    - Isonema R. Br., 1810
    - Farquharia Stapf, 1912
    - Strophanthus DC., 1802
- Tribù Malouetieae Müll. Arg., 1860
  - Sottotribù Galactophorinae Pichon ex M.E. Endress, 2014
    - Galactophora Woodson, 1932

  - Sottotribù Pachypodiinae Pichon ex Leeuwenb., 1994
    - Neobracea Britton, 1920
    - Pachypodium Lindl., 1830

  - Sottotribù Malouetiinae Pichon, 1950
    - Allowoodsonia Markgr., 1967
    - Carruthersia Seem., 1866
    - Eucorymbia Stapf, 1903
    - Funtumia Stapf, 1899
    - Holarrhena R. Br., 1810
    - Kibatalia G. Don, 1837
    - Malouetia A. DC., 1844
    - Malouetiella Pichon, 1952
    - Mascarenhasia A. DC., 1844
    - Spirolobium Baill., 1889
- Tribù Rhabdadenieae Pichon ex M.E. Endress, 2014
  - Rhabdadenia Müll. Arg., 1860
- Tribù Echiteae Bartl., 1830
  - Sottotribù Pentalinoninae Pichon ex M.E. Endress, 2014
    - Angadenia Miers, 1878
    - Pentalinon Voigt, 1845
    - Salpinctes Woodson, 1931

  - Sottotribù Peltastinae Pichon ex M.E. Endress, 2014
    - Asketanthera Woodson, 1932
    - Macropharynx Rusby, 1927
    - Peltastes Woodson, 1932
    - Temnadenia Miers, 1878

  - Sottotribù Echitinae Kitt., 1843
    - Bahiella J. F. Morales, 2006
    - Echites P. Browne, 1756
    - Fernaldia Woodson, 1932

  - Sottotribù Prestoniinae Pichon ex M.E. Endress, 2014
    - Hylaea J. F. Morales, 1999
    - Laubertia A. DC., 1844
    - Prestonia R. Br., 1810
    - Rhodocalyx Müll. Arg., 1860

  - Sottotribù Parsonsiinae Benth. & Hook.f., 1876
    - Artia Guillaumin, 1941
    - Ecua Middleton, 1996
    - Parsonsia R. Br., 1810
    - Thenardia Kunth, 1819
    - Thoreauea J.K. Williams, 2002
- Tribù Odontadenieae Miers, 1878
  - Cycladenia Benth., 1849
  - Elytropus Müll. Arg., 1860
  - Odontadenia Benth., 1841
  - Pinochia B.F. Hansen & M.E. Endress, 2007
  - Stipecoma Müll. Arg., 1860
  - Secondatia A. DC., 1844
  - Thyrsanthella (Baill.) Pichon, 1948
- Tribù Mesechiteae Miers, 1878
  - Allomarkgrafia Woodson, 1932
  - Forsteronia G. Mey., 1818
  - Mandevilla Lindl., 1840
  - Mesechites Müll. Arg., 1860
  - Tintinnabularia Woodson, 1936
- Tribù Apocyneae Rchb., 1831
  - Sottotribù Beaumontiinae Pichon ex M.E. Endress, 2014
    - Beaumontia Wall., 1824
    - Parepigynum Tsiang & P.T. Li, 1973
    - Vallaris Burm. f., 1768

  - Sottotribù Papuechitinae Pichon ex M.E. Endress, 2014
    - Anodendron A.DC., 1844
    - Ixodonerium Pit., 1933
    - Papuechites Markgr., 1927

  - Sottotribù Amphineuriinae Pichon ex M.E. Endress, 2014
    - Amphineurion (A.DC.) Pichon, 1948
    - Sindechites Oliv., 1888
    - Streptoechites D.J. Middleton & Livsh.,2012

  - Sottotribù Apocyinae Pichon ex Leeuwenb., 1994
    - Apocynum L., 1753
    - Cleghornia Wight, 1848

  - Sottotribù Urceolinae Pichon ex M.E. Endress, 2014
    - Aganonerion Pierre ex Spire, 1905
    - Parameria Benth. in Benth. & Hook.f., 1876
    - Urceola Roxb., 1799

  - Sottotribù Chonemorphinae Pichon ex M.E. Endress, 2014
    - Chonemorpha G. Don, 1837
    - Trachelospermum Lem., 1851
    - Vallariopsis Woodson, 1936

  - Sottotribù Ichnocarpinae Benth. & Hook.f., 1876
    - Aganosma (Blume) G. Don, 1837
    - Amalocalyx Pierre, 1898
    - Baharuia Middleton, 1995
    - Epigynum Wight, 1848
    - Ichnocarpus R. Br., 1810
    - Micrechites Miq., 1857
    - Pottsia Hook. & Arn., 1837
- Tribù Baisseeae M.E. Endress, 2007
  - Baissea A.DC., 1844
  - Dewevrella De Wild., 1907
  - Motandra A.DC., 1844
  - Oncinotis Benth., 1849

### Specie in Italia
La specie più nota in Italia è Nerium oleander, spontanea nelle regioni mediterrane e diffusamente coltivata a scopo ornamentale.